# Alma Berglund
Alma Alexandra Berglund, född 13 augusti 1874 i Helsingfors, död 30 mars 1947 i Åbo, var en finländsk skådespelare.
Berglund debuterade 1892 i Åbo och var därefter engagerad vid Svenska teatern i Helsingfors, Arppes och Ahlboms turnésällskap samt 1898–1941 med smärre avbrott vid Svenska inhemska teatern, sedermera Åbo Svenska Teater. Hennes repertoar var omfattande och sträckte sig från det allvarliga skådespelet till farser och operetter; särskilt minnesvärd var gestaltningen av äldre kvinnor.

## Teater

### Roller (ej komplett)
| År   | Roll                                    | Produktion                                                                                | Regi            | Teater                        |
| ---- | --------------------------------------- | ----------------------------------------------------------------------------------------- | --------------- | ----------------------------- |
| 1912 | Nilla                                   | Jeppe på berget (Jeppe paa Bierget) Ludvig Holberg                                        |                 | Svenska inhemska teatern, Åbo |
| 1927 | Maria Witter                            | Din nästas fästmö (Just Married) Adelaide Matthews och Anne Nichols                       | Oscar Tengström | Åbo Svenska Teater            |
| 1928 | Hovrådinnan Winterloo                   | Littowska vapnet Hjalmar Procopé                                                          | Oscar Tengström | Åbo Svenska Teater            |
| 1928 | Grevinnan de la Brière                  | Vad varje kvinna vet (What Every Woman Knows) J. M. Barrie                                | Oscar Tengström | Åbo Svenska Teater            |
| 1928 | Eurydike, drottning av Thebe            | Antigone (Ἀντιγόνη, Antigone) Sofokles                                                    | Oscar Tengström | Åbo Svenska Teater            |
| 1928 | Mrs Higgins                             | Pygmalion George Bernard Shaw                                                             | Rafael Stenius  | Åbo Svenska Teater            |
| 1928 | Gina                                    | Vildanden Henrik Ibsen                                                                    | Oscar Tengström | Åbo Svenska Teater            |
| 1928 | Miss Thompson                           | Dollarprinsessan (Die Dollarprinzessin) Leo Fall, Alfred Maria Willner och Fritz Grünbaum | Oscar Tengström | Åbo Svenska Teater            |
| 1928 | Mrs. Lenox                              | Bättre folk (The Best People) Avery Hopwood och David Gray                                | Oscar Tengström | Åbo Svenska Teater            |
| 1928 | Biljettförsäljerskan                    | Hokus pokus (Hokuspokus) Curt Goetz                                                       | Oscar Tengström | Åbo Svenska Teater            |
| 1928 | Mrs. Farren                             | Livets gång (The Way Things Happen) Clemence Dane                                         | Oscar Tengström | Åbo Svenska Teater            |
| 1929 | Ebba Karlsdotter, nunna i Vreta kloster | Gustav Vasa August Strindberg                                                             | Oscar Tengström | Åbo Svenska Teater            |
| 1929 | Dorothea Clintock, hushållerska         | Sista slöjan (The Ruby of the Black Prince) Gustav Beer                                   | Oscar Tengström | Åbo Svenska Teater            |
| 1929 | Fredrika Gallwitz                       | Sabinskornas bortrövande (Der Raub des Sabinerinnen) Franz och Paul von Schönthan         | Per Hjern       | Åbo Svenska Teater            |
| 1929 | Konsulinnan Massenbach                  | Liselotte (Arme Ritter) Franz Arnold, Ernst Bach och Walter Kollo                         | Oscar Tengström | Åbo Svenska Teater            |
| 1930 | Mrs Culver                              | Gör Constance rätt? (The Constant Wife) W. Somerset Maugham                               | Rafael Stenius  | Åbo Svenska Teater            |
| 1930 | Anna Pavlovna                           | Det levande liket (Живой труп, Zivoj trup) Lev Tolstoj                                    | Oscar Tengström | Åbo Svenska Teater            |
| 1930 | Baronessan Pitart-Vergniolles           | Topaze Marcel Pagnol                                                                      | Gustaf Linden   | Åbo Svenska Teater            |
| 1930 |                                         | Flärd och flirt (These Pretty Things) Gertrude E. Jennings                                | Oscar Tengström | Åbo Svenska Teater            |
| 1930 |                                         | Sex Appeal (Aren’t We All?) Frederick Lonsdale                                            | Rafael Stenius  | Åbo Svenska Teater            |
| 1931 |                                         | Fyra herrar i frack László Lakatos                                                        | Oscar Tengström | Åbo Svenska Teater            |
| 1931 | Lady Hewitt                             | Amiralen kommer (The Middle Watch) Ian Hay och Stephen King-Hall                          | Oscar Tengström | Åbo Svenska Teater            |
| 1931 | En gammal dam                           | Leendets land (Das Land des Lächelns) Franz Lehár, Ludwig Herzer och Fritz Löhner-Beda    | Rafael Stenius  | Åbo Svenska Teater            |
| 1931 |                                         | Reservoarpennan (Töltőtoll) Ladislaus Fodor                                               | Oscar Tengström | Åbo Svenska Teater            |
| 1931 | Fru Dahlgren, hovmästare                | Aftonstjärnan Hjalmar Söderberg                                                           | Leo Golowin     | Åbo Svenska Teater            |
| 1931 | Jeanette, portvakterska                 | En herre i frack (The Man in Dress Clothes) Seymour Hicks                                 | Oscar Tengström | Åbo Svenska Teater            |
| 1931 | Bessie                                  | Gipsy (Prosit Gipsy ) August Neidhart, Henry Neidhart och Robert Gilbert                  | Rafael Stenius  | Åbo Svenska Teater            |
| 1931 | Generalskan von Waldhoff                | Konto X (Das Konto X) Rudolf Bernauer och Rudolf Österreicher                             | Leo Golowin     | Åbo Svenska Teater            |
| 1932 | Lisa                                    | Värmlänningarna Fredrik August Dahlgren och Andreas Randel                                |                 | Åbo Svenska Teater            |